# Torashi Shimazu
Torashi Shimazu (født 20. august 1978) er en tidligere japansk fodboldspiller.
Han har spillet for flere forskellige klubber i sin karriere, herunder Ventforet Kofu og Tokushima Vortis.